# 刘家瑞
刘家瑞（英語：Nathan，1988年3月24日—），蒙古族，中國大陆演员 、模特，毕业于哈尔滨师范大学，2006年，参加第六届中国职业模特选拔赛获得十佳男模后正式出道走红至今。

## 生平经历
- 1988年，出生于黑龙江省齐齐哈尔市；
- 2006年，获得第六届中国职业模特十佳男模“最上镜奖”；
- 2007年，获得“2006年度超级盛典”最具风格新势力奖、2007年风尚大典“风尚年度人气新星奖”、十大“新锐模特”[1]；
- 2008年至今，往影视圈发展，在影视作品《蔷薇之恋》、《骑士星光》、《狄仁杰》[2]等中扮演主要角色。

## 影视作品

### 电影
| 上映年份   | 电影名称               | 角色     | 导演   | 合作艺人                 |
| ---------- | ---------------------- | -------- | ------ | ------------------------ |
| 2010-02-23 | 《天师钟馗之慧剑问情》 | 丁剑     | 潘文杰 | 欧阳震华、刘晓虎、曾宝仪 |
| 2010-09-20 | 《狄仁杰》             | 大秦使者 | 徐克   | 刘德华、刘嘉玲 、李冰冰  |

### 电视剧
| 上映年份 | 电视剧名称       | 角色     | 导演   | 合作艺人               |
| -------- | ---------------- | -------- | ------ | ---------------------- |
| 2003年   | 《蔷薇之恋》     | 青年郑野 | 瞿友宁 | 陈嘉桦、郑元畅、田馥甄 |
| 2012年   | 《第四片甲骨》   | 友情客串 | 曹荣   | 刘晓虎、李芯逸         |
| 2013年   | 《新编辑部故事》 | 特别来宾 | 郑小龙 | 黄海波、陈好、王千源   |

### 舞台剧
- 2008年 《蔷薇之恋》 扮演 郑野
- 2009年 《骑士星光》 扮演 舞者大卫

### 音乐剧
- 2008年 《爱游乐团》 扮演 秦朗

### 廣告代言
- 2004年 -爱多裤业、韩国爱妮尔运动服饰
- 2005年 -韩国SV运动饮料、金色简爱摄影、维纳斯摄影、水晶商业摄影
- 2006年 -哈尔滨啤酒节、成都爱尚男装
- 2007年 -黑龙江电视台开心擂台、沈阳爱都食品
- 2008年 -旁氏洗面奶、绿箭口香糖、XO人头马
- 2009年 -Adidas2009各跑其乐夏季服饰、并非摄影、瑞丽摄影
- 2010年 -2010年 4818摄影
- 2011年 -必胜客、肯德基

## 写真集/书籍
- 2012年，出版著作：《未来时光》·刘家瑞巴黎之旅影像纪念写真书
- 2013年，出版著作：《远近都是爱》